# Martin Radoj
Marin Radoj (15. stoljeće, hrvatski graditelj).
Marin Radij (Marin Radojev, Alegretti Marin, Matko Algreto), trogirski graditelj i klesar. Nakon 1420. protomagister je gradnje mletačkog kaštela u Trogiru (Kamerlengo). 
1427 godine presvodio je dio glavnog broda trogirske katedrale gotičkim svodovima. 1437. povjerena mu je gradnja trogirske luke.